# Loke (gmina Straža)
Loke – wieś w Słowenii, w gminie Straža. W 2018 roku liczyła 55 mieszkańców.